# Para las seis cuerdas
Para las seis cuerdas es un libro de poesía del escritor argentino Jorge Luis Borges. Fue publicado por Emecé en 1966.
La milonga es un género musical (que algunos consideran precursor del tango) de gran popularidad en Argentina y Uruguay en la primera mitad del siglo veinte. Borges, en este libro, decide componer letras para milongas. El título alude a la guitarra, instrumento típico de la milonga. 
A diferencia de los versos tradicionales en las letras de milongas, descarta el lunfardo y los aspectos sensibles característicos. Los personajes de sus milongas son los típicos de su universo: el compadrito, el cuchillero, el arrabal. Algunas de las letras fueron musicalizadas, como “Milonga para Jacinto”, por Astor Piazzolla. Otras también fueron musicadas por el músico brasileño Vitor Ramil en su disco "délibáb", grabado con el guitarrista argentino Carlos Moscardini. 